# Gornja Bijela
Gornja Bijela (cyr. Горња Бијела) – wieś w Czarnogórze, w gminie Šavnik. W 2011 roku liczyła 70 mieszkańców.